# Дејв Керниј
Дејв Керниј (енгл. Dave Kearney; 19. јул 1989) професионални је рагбиста и репрезентативац Ирске, који тренутно игра за Ленстер. Висок 181 цм, тежак 95 кг, Керније је за Ленстер дебитовао 16. маја 2009. у мечу келтске лиге против Њупорт Гвент Дрегонса. За Ленстер је до сада одиграо 93 утакмице и постигао 88 поена. Прошао је млађе селекције Ирске, а за сениорску репрезентацију Ирске је дебитовао против Самое. За репрезентацију Ирске је одиграо 14 тест мечева и дао 3 есеја. Играо је у свакој утакмици купа шест нација 2014. који је Ирска освојила. Његов брат Роб Керниј је такође познати рагбиста.